# Viikinsaari
Viikinsaari est une île du lac Pyhäjärvi à Tampere en Finlande.

## Présentation
Viikinsaari est une île du Pyhäjärvi et un parc familial situé à 20 minutes en bateau du centre de Tampere.
L'ile est desservie par la compagnie Suomen Hopealinja. 
Les traversiers quittent le port de Laukontori de fin mai-début juin à la mi-août, et sur réservation le reste du temps.

## Réserve naturelle
La superficie totale de Viikinsaari est de 14,9 hectares, et la superficie de la réserve naturelle est de 10,55 hectares.
Viikinsaari est un bon endroit pour la randonnée et l'enseignement.
Il y a un sentier nature balisé dans la réserve naturelle.

### Flore
Les principaux arbres de la réserve naturelle sont l'épinette et le bouleau (Betula pendula et B. pubescens). 
Le pin sylvestre est le plus présent sur la côte sud-ouest.
Le genévrier commun souffre de trop d'ombrage à certains endroits. 
Le sorbier des oiseleurs et le tremble poussent dans toute la zone.
L'aulne blanc et l'aulne glutineux et le merisier à grappes poussent principalement près des côtes et aussi à l'intérieur de l'île. 
De nombreuses espèces de saules prospèrent dans les habitats humides: salix pentandra, saule marsault, saule de l'Arctique, saule cendré et saule noircissant.
Viikinsaari a une riche variété de plantes vasculaires. 
En tout, 253 espèces de plantes vasculaires ont été trouvées sur l'île, dont 150 sont indigènes.
Les espèces les plus exigeantes de la région sont, entre autres, la violette admirable, la pulmonaire sombre, l'anémone jaune, la listère à feuilles ovales, l'épiaire des bois et l'actée en épi. 
On trouve aussi la fougère allemande et la Centaurea phrygia.
28 espèces végétales différentes poussent dans l'habitat côtier rocheux et clairsemé, dont les plus courantes sont la salicaire commune, la ciguë aquatique, la baldingère faux-roseau, la scutellaire à casque, la carex acuta et la Lysimachia thyrsiflora.

### Faune
Les oiseaux de Viikinsaari sont nombreux et divers. 
Une trentaine d'espèces nichent sur l'île.
Le gobemouche nain, la fauvette à tête noire, le chouette hulotte et le faucon hobereau sont les plus rares de ces espèces.